# Маклаушка
Маклаушка — река в России, протекает по Майнскому и Сурскому районам Ульяновской области и  Дрожжановскому району Татарстана. Левый приток Большой Яклы.

## География
Длина реки 18 км, площадь водосборного бассейна — 109 км². Исток в лесу у южной окраины села Старые Маклауши в Майнском районе Ульяновской области. Течёт на север через упомянутое село и через Новые Маклауши. В нижнем течении по правому берегу находится территория Дрожжановского района Татарстана с деревней Новое Чекурское. В 1,5 км к северо-западу от деревни река впадает в Большую Яклу, в 43 км от её устья по левому берегу.
Сток реки и притоков зарегулирован. Основные притоки (левые): Руссалимка (дл. 10 км), Тёплая.
В низовьях на правом склоне долины реки находится «Кереметь (Ново-Чекурская лесостепь)» — памятник природы Татарстана.
В бассейне реки находятся также село Чирикеево и посёлок Труд (оба — Ульяновская обл.).

## Гидрология
Река со значительным преобладанием снегового питания. Замерзает в третьей декаде ноября, половодье обычно в конце марта — начале апреля. Средний расход воды в межень у устья — 0,125 м³/с.
Густота речной сети бассейна 0,41 км/км², лесистость 15 %. Годовой сток в бассейне 100 мм, из них 80 мм приходится на весеннее половодье. Общая минерализация от 200 мг/л в половодье до 500 мг/л в межень.

## Данные водного реестра
По данным государственного водного реестра России относится к Верхневолжскому бассейновому округу, водохозяйственный участок реки — Сура от Сурского гидроузла и до устья реки Алатырь, речной подбассейн реки — Сура. Речной бассейн реки — (Верхняя) Волга до Куйбышевского водохранилища (без бассейна Оки).
Код объекта в государственном водном реестре — 08010500312110000037439.